# Ubrizgivač
Ubrizgivač je uređaj koji rabi Venturi efekt konvergentno-divergentne mlaznice za pretvorbu energije tlaka pobudne tekućine u energiju brzine koja stvara područje niskog tlaka te tako privlači i uvlači usisani fluid. Nakon prolaska kroz grlo injektora, miješani fluid ekspandira što rezultira smanjenjem brzine i padom tlaka mješanog fluida uz pretvorbu kinetičke energije natrag u energiju tlaka. Fluid može biti u obliku tekućine, pare ili bilo kojeg drugog plina.
Ubrizgivač se sastoji od pobudnog fluida na ulazu mlaznice i konvergentno-divergentnog izlaznog otvora mlaznice. Voda, zrak, para ili bilo koji drugi fluid pod visokim tlakom omogućava pobudnu silu na ulazu.
Ubrizgivač sadrži najmanje tri konusa.

## Ključni parametri pri oblikovanju
Omjer kompresije injektora, {\displaystyle P_{2}/P_{1}}, definiran je kao omjer izlaznog tlaka {\displaystyle P_{2}}   i ulaznog tlaka {\displaystyle P_{1}} usisanog fluida .
Omjer povlačenja injektora, Ws / Wv, definiran je kao količina pobudnog fluida Ws  (u kg/h) na ulazu potrebna da komprimira iznos Wv  (u kg/h) usisanog fluida.
Omjer kompresije i omjer povlačenja su ključni parametri u projektiranju injektora.

## Povijest
Ubrizgivač je izumio Francuz, Henri Giffard 1858. godine i patentiran je u Velikoj Britaniji od Messrs Sharp Stewart & Co. of Glasgow. Pogonska sila na ulazu bila je omogućena odgovarajućim fluidom pod visokim tlakom.
Injektor je prvobitno korišten u kotlovima parnih lokomotiva za ubrizgavanje ili pumpanje napojne vode u i iz kotla. Sastojao od tijela koje sadrži niz od tri ili više mlaznica, "konusa" ili "cijevi". Para je prošla kroz mlaznicu koja je smanjila svoj tlak ispod atmosferskog i povećala brzinu pare. Svježa voda je bila uvučena pomoću mlaza pare te su para i voda ušle u konergentno “kombinirani 
konus” koji ih je temeljito pomiješao tako da voda kondenzira paru. Kondenzirana mješavina je potom ušla u divergentno “transportni konus” koji je usporio mlaz, i na taj način izgradio pritisak iznad kotla. Preljevanje je bilo potrebno za višak pare ili vode da bi se dobio iscjedak, i to osobito na početku samog procesa. Bio je potreban najmanje jedan nepovratni ventil između izlaza mlaznice i kotla da bi se sprječilo protjecanje, i obično još jedan ventil koji je sprječavao usisavanje zraka u samo protjecanje.
Nakon početnog skepticizma koji je proizašao iz nepoznatih i površnih paradoksalnih načina djelovanja, injektor je bio širom prihvaćen kao alternativa mehaničkim pumpama pri upravljanjau parnih lokomotiva. Injektori su bili jednostavni i pouzdani te termički efikasni.
Učinkovitost je dodatno poboljšana razvojem višestupanjskog injektora koji nije bio pokretan živom parom iz kotla nego ispušnim parama iz cilindra. Ovakvim postupcima korištena je preostala energija koja bi inače bila neiskorištena.
Parna lokomotiva je dominirala željezničkim prometom od sredine 19. stoljeća do sredine 20. stoljeća, nakon kojeg je parna lokomotiva zastarjela. Glavnu ulogu tada preuzimaju dizelska lokomotiva i električna lokomotiva.

## Uporaba
Korištenje injektora je u raznim industrijskim primjenama (programima) postalo sasvim uobičajeno zbog svoje relativne jednostavnosti i prilagodljivosti. 
Primjeri:
- Za ubrizgavanje kemikalija u manje, čvrste i niskotlačne kotlove; u velikim visokotlačnim modernim kotlovima korištenje štrcaljke za kemijsko doziranje nije moguće zbog njihovih ograničenih vanjskim tlakova.
- Za termoelektrane u kojima se koriste za uklanjanje pepela koji se nalazi na samom dnu kotla, za uklanjanje letećeg pepela od elektrostatičog precipitata koji je naviknut maknuti taj pepeo iz dimnih plinova kotlovnice, te za stvaranje vakuuma u ispušnim kondenzatorima parne turbine.
- Za uporabu u proizvodnji vakuuma u parno-mlaznim rashladnim sustavima.
- Za opsežno rukovanje žitaricama i ostalim zrnastim ili praškastim materijalima
- Građevinarstvo ih koristi za transportiranje mutne vode.
- Neki zrakoplovi (uglavnom starijeg oblika) rabe injektor pričvršćen na trup zrakoplova da bi osigurali vakuum za žiroskopske instrumente. Slični uređaji nazvani aspiratori temeljeni su na istim načelima koji se rabe u laboratorijima za stvaranje djelomičnog vakuuma i za medicinsku svrhu kod usisavanja sluzi ili tjelesne tekućine.

## Višestupanjski parni injektori
U praksi, za usisavanje tlaka ispod 100 mbar apsolutno, bit će upotrijebljeno više injektora obično s kondenzatorom između etapa. Kondenzacijom pogonske pare uvelike se poboljšava učinkovitost samog injektora.

## Vanjske poveznice
Injektori ili izbacivači najčešće se proizvode od materijala: ugljični čelik, nehrđajući čelik, titan, PTFE-a.